# UCB (компания)
UCB — бельгийская фармацевтическая компания, В списке крупнейших публичных компаний мира Forbes Global 2000 за 2021 год UCB заняла 1014-е место (1567-е по обороту, 774-е по чистой прибыли, 1669-е по активам и 991-е по рыночной капитализации).

## История
Компания была основана в 1928 году Эммануэлем Янссеном (Emmanuel Janssen) для производства промышленных химикатов, в частности одной из первых в мире освоила получение аммиака из угля; компания первоначально называлась Union Chimique Belge (Бельгийский химический союз). С 1950-х годов началось развитие фармацевтического подразделения компании, среди его разработок были антигистаминные препараты гидроксизин и цетиризин и ноотропное средство пирацетам.
В начале 2000-х годов химическое подразделение было выделено в самостоятельную компанию, а фармацевтическое расширено за счёт нескольких приобретений: в 2004 году была куплена британская компания Celltech, а в 2006 году — немецкая Schwarz Pharma. В октябре 2019 года за 2,1 млрд долларов была куплена компания Ra Pharma (США), а в январе 2022 года — Zogenix за 1,9 млрд долларов.

## Собственники и руководство
Крупнейшим акционером является бельгийская компания Financière de Tubize SA, контролируемая потомками основателя Эммануэла Янссена (35 %).
- Штефан Ошманн (Stefan Oschmann, род. 25 июля 1957 года) — председатель совета директоров с 2021 года, до этого работал в Мерк и Ко (с 2011 года, с 2016 года — CEO).
- Жан-Кристоф Тельер (Jean-Christophe Tellier, род. в 1959 году) — главный исполнительный директор с 2015 года, в компании с 2011 года.

## Деятельность
Научно-исследовательские центры имеются в Бельгии, Великобритании, Германии, США, КНР и Японии, производственные мощности расположены в Бельгии (Брен-л’Аллё), Швейцарии (Бюль), Японии (Сайтама), КНР (Чжухай). Основными рынками сбыта являются США (2,89 млрд евро из 5,78 млрд евро выручки в 2021 году), Япония (0,56 млрд евро), Германия (0,34 млрд евро), Испания (0,2 млрд евро), Франция (0,17 млрд евро), Италия (0,16 млрд евро), Великобритания (0,15 млрд евро), Китай (0,14 млрд евро).
Основные препараты по объёму продаж в 2021 году:
- Cimzia (цертолизумаб пегол) — ингибитор фактора некроза опухоли, €1,84 млрд;
- Vimpat (Lacosamide) — противоэпилептический препарат, €1,55 млрд;
- Кеппра (леветирацетам) — противоэпилептический препарат, €0,97 млрд;
- Briviact (brivaracetam) — противоэпилептический препарат, €0,36 млрд;
- Neupro (rotigotine) — средство при болезни Паркинсона, €0,31 млрд.